# Мой муж Андрей Сахаров
«Мой муж Андрей Сахаров» (латыш. Mans vīrs Andrejs Saharovs) — латвийский документальный фильм 2006 года. Режиссёр и автор сценария — Инара Колмане.
Мировая премьера фильма состоялась в мае 2006 года во Франции на телеканале FR-5. 11 октября он был впервые продемонстрирован в Латвии (кинотеатр Splendid Palace в Риге). Премьера в России состоялась 19 июня 2012 года на канале «24 Док» в честь годовщины со дня смерти Боннэр.

## Сюжет
Благодаря широкому освещению эксклюзивных архивных материалов и интервью, рассказанных лично его женой Еленой Боннэр, раскрывается история жизни Андрея Сахарова, самого известного советского диссидента, лауреата Нобелевской премии мира и создателя советской водородной бомбы.

## Появления
- Елена Боннэр
- Андрей Сахаров (архивные кадры)
- Михаил Горбачёв

## Награды и номинации
- Большой Кристап 2007:
  - Лучший документальный фильм — победа
  - Лучший режиссёр документального кино — номинация
  - Приз зрительских симпатий  — победа[3]
- Международный кинофестиваль в Вальядолиде 2007:
  - Лучший документальный фильм — номинация